# San Juan Tilapa
San Juan Tilapa är en ort i Mexiko.   Den ligger i delstaten Mexiko, i den sydöstra delen av landet, 60 km väster om huvudstaden Mexico City. San Juan Tilapa ligger 2 785 meter över havet och antalet invånare är 8 019.
Terrängen runt San Juan Tilapa är kuperad åt sydväst, men åt nordost är den platt. Runt San Juan Tilapa är det mycket tätbefolkat, med 2 028 invånare per kvadratkilometer. Närmaste större samhälle är Metepec, 7,5 km nordost om San Juan Tilapa. I omgivningarna runt San Juan Tilapa växer huvudsakligen savannskog.